# Schilde (Belgien)
Schilde ist eine belgische Gemeinde in der Provinz Antwerpen und hat 20.319 Einwohner (Stand 1. Januar 2024). Sie liegt am östlichen Rand der Agglomeration Antwerpen nördlich des Albert-Kanals und umfasst die Ortsteile Schilde und ’s-Gravenwezel.
Das Stadtzentrum von Antwerpen liegt zwölf Kilometer westlich und Brüssel etwa 45 Kilometer südlich. Die nächsten Autobahnabfahrten sind Ranst an der A21/E 34 und Wommelgem an der A13. In Antwerpen befindet sich der nächste Bahnhof mit auch überregionalen Zugverbindungen. Nahe der Stadt befindet sich mit dem Flughafen Antwerpen der nächste Regionalflughafen.